# Лучший шестой игрок женской НБА
Приз «Лучший шестой игрок женской НБА» (англ. Women's National Basketball Association's Sixth Woman of the Year Award) присуждается лучшему запасному игроку женской национальной баскетбольной ассоциации по итогам регулярного сезона ВНБА. Победителя в этой номинации выбирают журналисты различных телеканалов и печатных изданий США. За первое место начисляется 5 очков, за второе — 3, а за третье — 1. Игрок, набравший наибольшее количество баллов по итогам голосования, признаётся лучшим шестым игроком женской НБА. Номинанты на эту награду должны сыграть больше игр, выходя на паркет со скамейки запасных, чем в стартовом составе. 
Деванна Боннер три раза выигрывала приз лучшему шестому игроку женской НБА, а Элли Куигли и Дирика Хэмби — по два. Единственным иностранным игроком, становившимся лауреатом в этой номинации является Джонквел Джонс с Багамских Островов, а вышеупомянутая Куигли получила в 2012 году венгерское гражданство, чтобы иметь возможность играть за национальную сборную этой страны на международных соревнованиях. Действующим обладателем почётной премии является Тиффани Хейз из клуба «Лас-Вегас Эйсес».

## Легенда к списку
| ^                      | Помечены игроки, выступающие в женской НБА по сей день |
| Игрок (X)              | Количество побед в данной номинации                    |
| Игрок (жирным шрифтом) | Игроки, выигравшие в этом сезоне чемпионский титул     |

## Обладатели награды

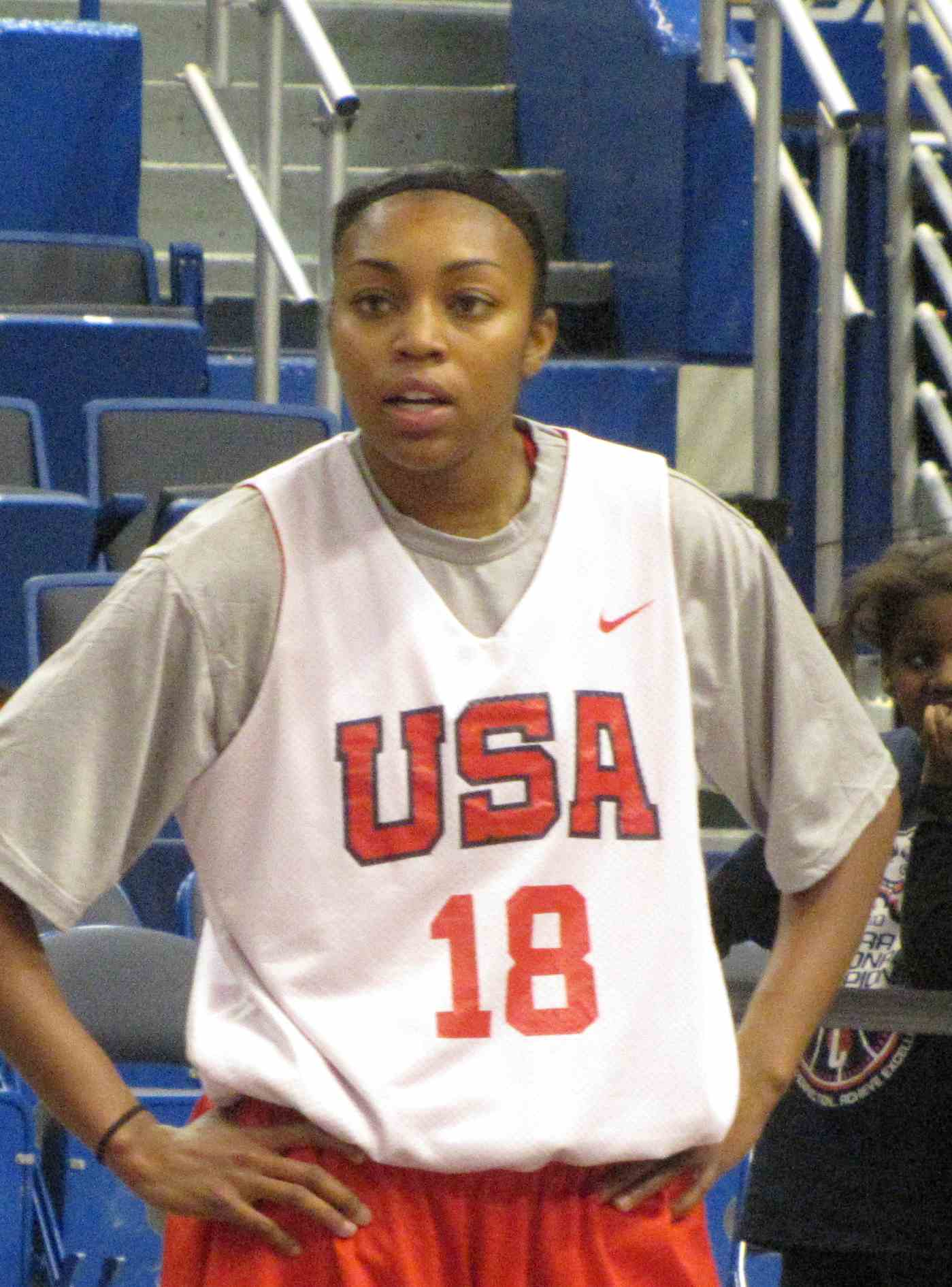
Рене Монтгомери выигрывала этот почётный трофей в 2012 году

| Сезон | Игрок               | Национальность    | Позиция             | Команда             | Ссылки |
| ----- | ------------------- | ----------------- | ------------------- | ------------------- | ------ |
| 2007  | Пленетт Пирсон      | США               | Форвард / Центровая | Детройт Шок         | [ 1 ]  |
| 2008  | Кэндис Уиггинс      | США               | Защитник            | Миннесота Линкс     | [ 2 ]  |
| 2009  | Деванна Боннер^     | США               | Защитник / Форвард  | Финикс Меркури      | [ 3 ]  |
| 2010  | Деванна Боннер^ (2) | США               | Защитник / Форвард  | Финикс Меркури      | [ 4 ]  |
| 2011  | Деванна Боннер^ (3) | США               | Защитник / Форвард  | Финикс Меркури      | [ 5 ]  |
| 2012  | Рене Монтгомери     | США               | Защитник            | Коннектикут Сан     | [ 6 ]  |
| 2013  | Рикуна Уильямс      | США               | Защитник            | Талса Шок           | [ 7 ]  |
| 2014  | Элли Куигли         | США / Венгрия     | Защитник            | Чикаго Скай         | [ 8 ]  |
| 2015  | Элли Куигли (2)     | США / Венгрия     | Защитник            | Чикаго Скай         | [ 9 ]  |
| 2016  | Жантель Лавендер    | США               | Центровая           | Лос-Анджелес Спаркс | [ 10 ] |
| 2017  | Шугар Роджерс       | США               | Защитник            | Нью-Йорк Либерти    | [ 11 ] |
| 2018  | Джонквел Джонс^     | Багамские Острова | Форвард / Центровая | Коннектикут Сан     | [ 12 ] |
| 2019  | Дирика Хэмби^       | США               | Форвард             | Лас-Вегас Эйсес     | [ 13 ] |
| 2020  | Дирика Хэмби^ (2)   | США               | Форвард             | Лас-Вегас Эйсес     | [ 14 ] |
| 2021  | Келси Плам^         | США               | Защитник            | Лас-Вегас Эйсес     | [ 15 ] |
| 2022  | Брайонна Джонс^     | США               | Форвард / Центровая | Коннектикут Сан     | [ 16 ] |
| 2023  | Алиша Кларк^        | США / Израиль     | Форвард             | Лас-Вегас Эйсес     | [ 17 ] |
| 2024  | Тиффани Хейз^       | США / Азербайджан | Защитник            | Лас-Вегас Эйсес     | [ 18 ] |